# لیلیا بریک
لیلیا یوری‌یوْنا بریک (روسی: Лиля Юрьевна Брик؛ ۳۰ اکتبر ۱۸۹۱ – ۴ اوت ۱۹۷۸) یک کارگردان فیلم، مجسمه‌ساز، و نویسنده اهل روسیه بود.
پابلو نرودا او را «الههٔ آوانگارد روسی» لقب داد. نام او اغلب توسط معاصرانش به صورت «Л.Ю» یا «Л.Ю.Б» که حروف اول کلمه روسی «любовь» به معنای «عشق» است، خلاصه می‌شد.
تلاش‌هایی صورت گرفت تا وی را یک شهرآشوب مداخله‌گر و طماع نشان دهند، اما کسانی که او را از نزدیک می‌شناختند، به بشردوستی و بینش وی اذعان داشتند. وی به هنرمندان مستعد و آینده‌دارِ فراوانی کمک کرد و با بسیاری از چهره‌های سرشناس فرهنگی معاشرت داشت که از آن میان می‌توان به سرگئی آیزنشتاین، لف کولشوف، بوریس پاسترناک، وسولد مایرهولد، کازیمیر ماله‌ویچ، سرگئی پاراجانف، مایا پلیستسکایا، رادیون شچدرین، آندری وزنیشیانسکی، پابلو پیکاسو و ایو سن لوران اشاره کرد.